# Елеонора Софія Шлезвіг-Гольштейн-Зондербурзька
Елеонора Софія Шлезвіг-Гольштейн-Зондербурзька (дан. Eleonora Sophie af Slesvig-Holsten-Sønderborg, 14 лютого 1603 — 5 січня 1675) — данська принцеса з династії Ольденбургів, донька герцога Шлезвіг-Гольштейн-Зондербургу Ганса II та ангальтської принцеси Агнеси Ядвіґи, дружина князя Ангальт-Бернбургу Крістіана II.

## Біографія
Народилась у Сендербурзі на п'ятнадцяту річницю весілля своїх батьків: 14 лютого 1603 року. Була найменшою, дев'ятою, дитиною та шостою донькою в родині герцога Шлезвіг-Гольштейн-Зондербургу Ганса II та його другої дружини Агнеси Ядвіґи. Для матері це також був другий шлюб, від першого вона дітей не мала. Від батьківського першого союзу Елеонора Софія мала одинадцятеро єдинокровних братів та сестер.
У 13 років втратила матір. Батько більше не одружувався. Його не стало у жовтні 1622 у Глюксбурзі.
У 22 роки Елеонора Софія стала дружиною 25-річного кронпринца Ангальт-Бернбургу Крістіана, свого кузена з материнського боку. Весілля пройшло 28 лютого 1625 у Аренсбеку. Наречений мав добру фігуру та привабливі риси обличчя, дар всюди заводити друзів і, разом з тим, відзначався хоробрістю. Він отримав чудове виховання, здійснив кілька освітніх поїздок до європейських країн, цікавився мистецтвом та вів докладний щоденник. В ході Тридцятилітньої війни брав участь у битва на Білій Горі й потрапив у полон, але зміг домогтися прощення імператора Фердинанда II й невдовзі повернувся на батьківщину.

26 березня молодята урочисто в'їхали до Бернбургу. У середині липня, згідно бажання Крістіана, вони від'їхали у мандрівку з Магдебурга через Гамбург, Бремен, Амстердам, Роттердам, Кале та Руан, де вони зупинилися на більш тривалий термін, до Парижу, де пробули з 31 січня 1626 року до 7 лютого і мали добрий прийом від короля Франції Людовика XIII Справедливого. Звідти вирушили через Брюссель до Бентгайму і Шутторфу у Вестфалії, де принцеса народила первістка. Після народження сина подружжя повернулася до Нідерландів і залишалося там у Хардервіку з 10 липня 1626 до 21 червня 1627 року, після чого рушило до Аренсбеку в Гольштейні, рідної землі Елеонори Софії, а звідти — назад до Бернбургу у серпні, але залишалося там лише до листопада місяця. У вересні пара втратила новонароджену доньку, а у жовтні помер їхній півторарічний син.

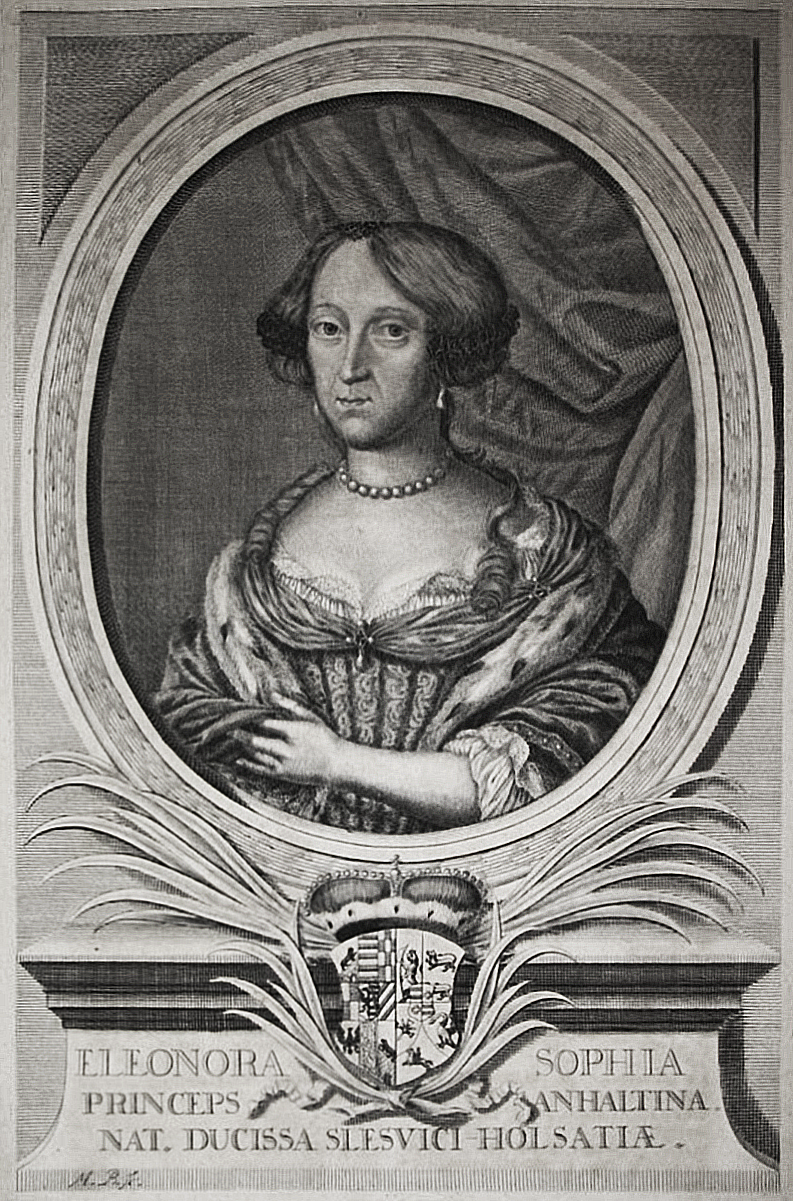
Елеонора Софія, гравюра

Пара оселилася у власній домівці в Балленштедті, де насолоджувалася спокійним життям, доки Тридцятилітня війна вирувала на інших землях. У 1629 році імператор запропонував Крістіану стати на службу до його армії, і хоча той ухилився від прямої відповіді, однак мав кілька ділових поїздок у зв'язку з цією пропозицією.
Наприкінці січня 1632 року у Гарцгероде Елеонора Софія народила четвертого сина, якому вдалося пережити  дитячий вік. Загалом у подружжя було п'ятнадцятеро дітей
Крістан, будучи глибоко релігійною людиною, проявив себе як люблячий чоловік і турботливий сім'янин. Елеонору Софію змальовували як високоосвічену жінку, яка чудово розуміла свого чоловіка і могла вірно реагувати на його ідеї, а також віддану матір. Діти отримали добре виховання вдома і при дворі в Дессау.
У квітні 1730 року Крістіан успадкував Ангальт-Бернбург, Елеонора Софія стала княгинею-консортом. Резиденцією родини став Бернбурзький замок. За кілька місяців Бернбург постраждав від нападу військ найманця Генріха фон Голка, який захопив і пограбував місто. В той же час воно втратило 1700 мешканців в ході великої епідемії чуми. 
У 1636 році шведи захопили Бернбурзький замок, і княжа родина опинилася фактично ув'язненою. Апогей небезпеки пристав на 11 березня, коли шведи були вигнані саксонським генералом Вільсдорфом. Поруч із князем було вбито кілька осіб, Елеонора Софія тримала два пістолети аби захистити свою честь від розлючених солдат, замок був повністю пограбований. Подружжя втекло до Кетену, а звідти — до мирного Аренсбеку, де мешкали родичі Елеонори Софії. Княгиня залишилася із ними, в той час як Крістан вирушив до Відня шукати справедливості у імператора. Той надав постраждалому лише слова заспокоєння і певні обіцянки.

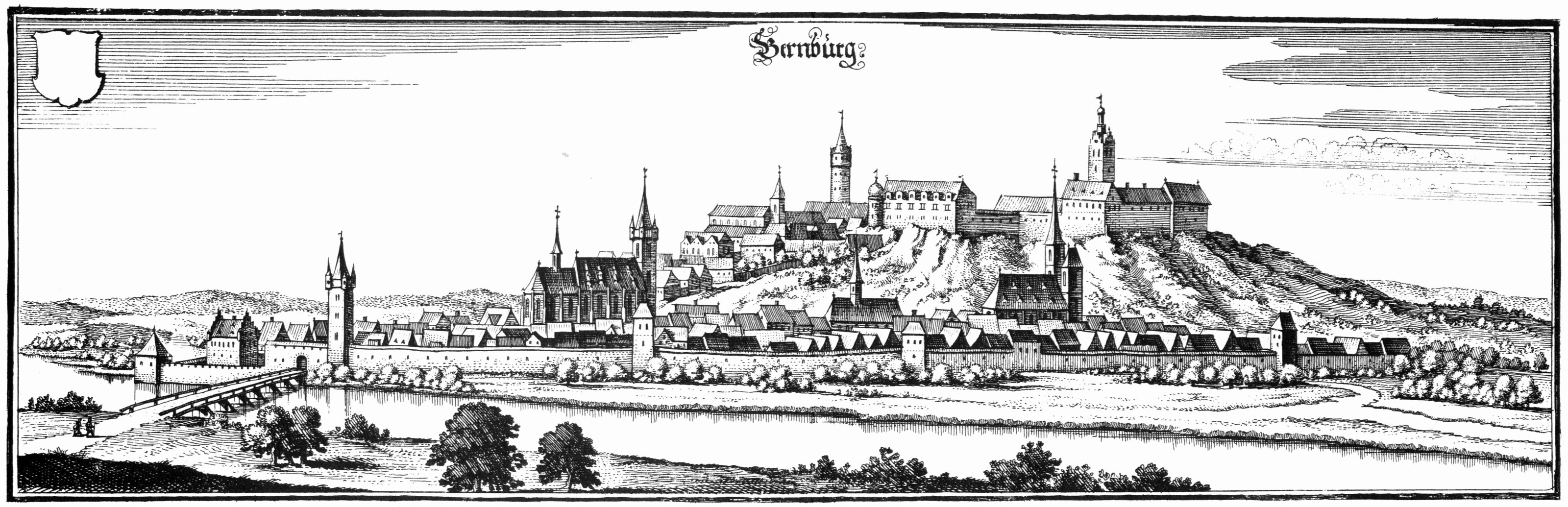
Бернбург на гравюрі Маттеуса Меріана-старшого у 1650 році

До Бернбургу подружжя повернулося у серпні 1637 року. У квітні та травні 1641 року Бернбург та його околиці знову стали ареною важких битв між шведською та імперською арміями, які спустошили та виснажили країну. Восени 1644 року ситуація повторилася, активні дії тривали вісім тижнів. Із початком затишшя Крістіан спрямував сили на відновлення країни.
Чоловік Елеонори Софії пішов з життя восени 1656 року. Наступним князем став їхній син Віктор Амадей, який також намагався відновити країну після лихоліть Тридцятилітньої війни. Він реорганізував фінансову систему та провів юридичну реформу. Елеонора Софія, ставши удовою, мешкала у Балленштедті, де і померла 5 січня 1675 року в похилому віці, маючи шістьох онуків. Була похована у крипті замкової церкви Святого Егідія у Бернбурзі. Наразі місце її останнього спочинку знаходиться на другому рівні крипти.

## Родина

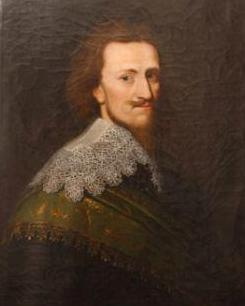
Портрет Крістіана Ангальт-Бернбурзького

Чоловік —  Крістіан Ангальт-Бернбурзький
Діти:
- Берінгер (1626—1627) — прожив півтора роки;
- Софія (11—12 вересня 1627) — прожила 1 день;
- Йоахім Ернст (13 червня—23 грудня 1629) — прожив півроку;
- Крістіан (2 січня—20 червня 1631) — прожив півроку;
- Ердманн Гедеон (1632—1649) — одруженим не був, дітей не мав;
- Богіслав (1633—1634) — прожив 4 місяці;
- Віктор Амадей (1634—1718) — князь Ангальт-Бернбургу у 1656—1718 роках, був одруженим з Єлизаветою Пфальц-Цвайбрюккенською, мав шестеро дітей;
- Елеонора Ядвіґа (1635—1685) — каноніса Гандерсгаймського монастиря, одружена не була, дітей не мала;
- Ернестіна Августа (1636—1659) — одружена не була, дітей не мала;
- Ангеліка (1639—1688) — одружена не була, дітей не мала;
- Анна Софія (1640—1704) — дружина графа Георга Фрідріха фон Зольмс-Зонненвальде, мала четверо дітей;
- Карл Урсінус (1642—1660) — одруженим не був, дітей не мав;
- Фердинанд Крістіан (1643—1645) — прожив півтора роки;
- Марія (1645—1655) — прожила 10 років;
- Анна Єлизавета (1647—1680) — дружина герцога Вюртемберг-Ельсу Крістіана Ульріха I, мала семеро дітей.